# Narrabundah Ballpark
Le Narrabundah Ballpark est un stade de baseball situé à Narrabundah près de Canberra dans le Territoire de la capitale australienne (ACT).
Les Canberra Cavalry en sont le club résident depuis 2010.

## Histoire
Le Narrabundah Ballpark est un stade multifonction jusqu'en 2010 lorsqu'il est réaménagé à l'occasion de travaux d'un montant de 1 000 000 de $ AUD financés par le gouvernement du Territoire australien de la capitale pour accueillir le club des Canberra Cavalry qui s'engage en Ligue australienne de baseball,.